# Czarownica z Edmonton

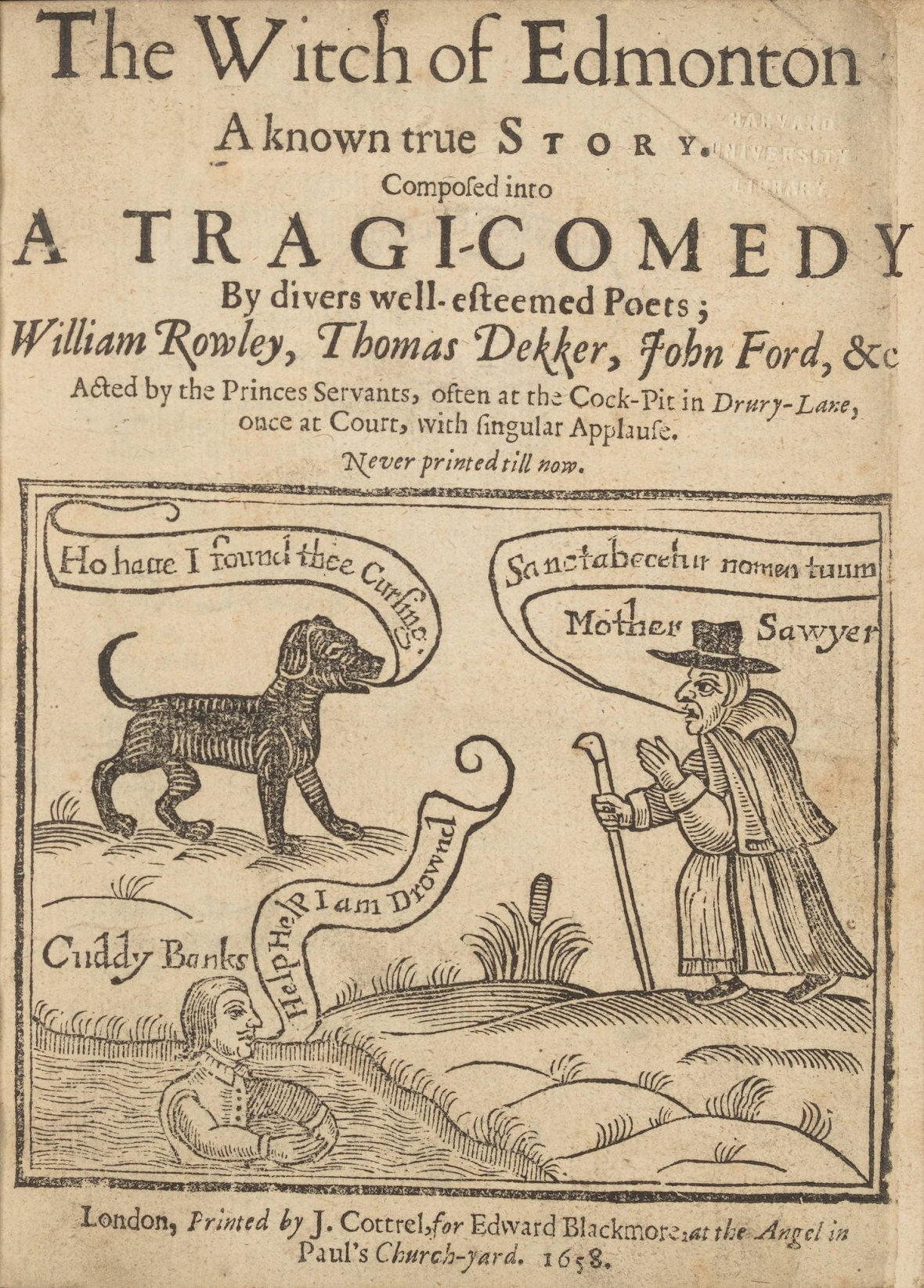
Strona tytułowa sztuki

Czarownica z Edmonton (ang. The Witch of Edmonton) – sztuka teatralna napisana przez Thomasa Dekkera przy współudziale Johna Forda i Williama Rowleya. Była wystawiona w 1621 lub 1623, a drukiem ukazała się w 1658. Główną bohaterką jest stara kobieta Elizabeth Sawyer, która zaprzedała swoją duszę.

## Przekład
Na język polski dramat przełożył Juliusz Kydryński. Tłumaczenie ukazało się w Serii Dawnej Literatury Angielskiej krakowskiego Wydawnictwa Literackiego w 1980. 